# 相亲

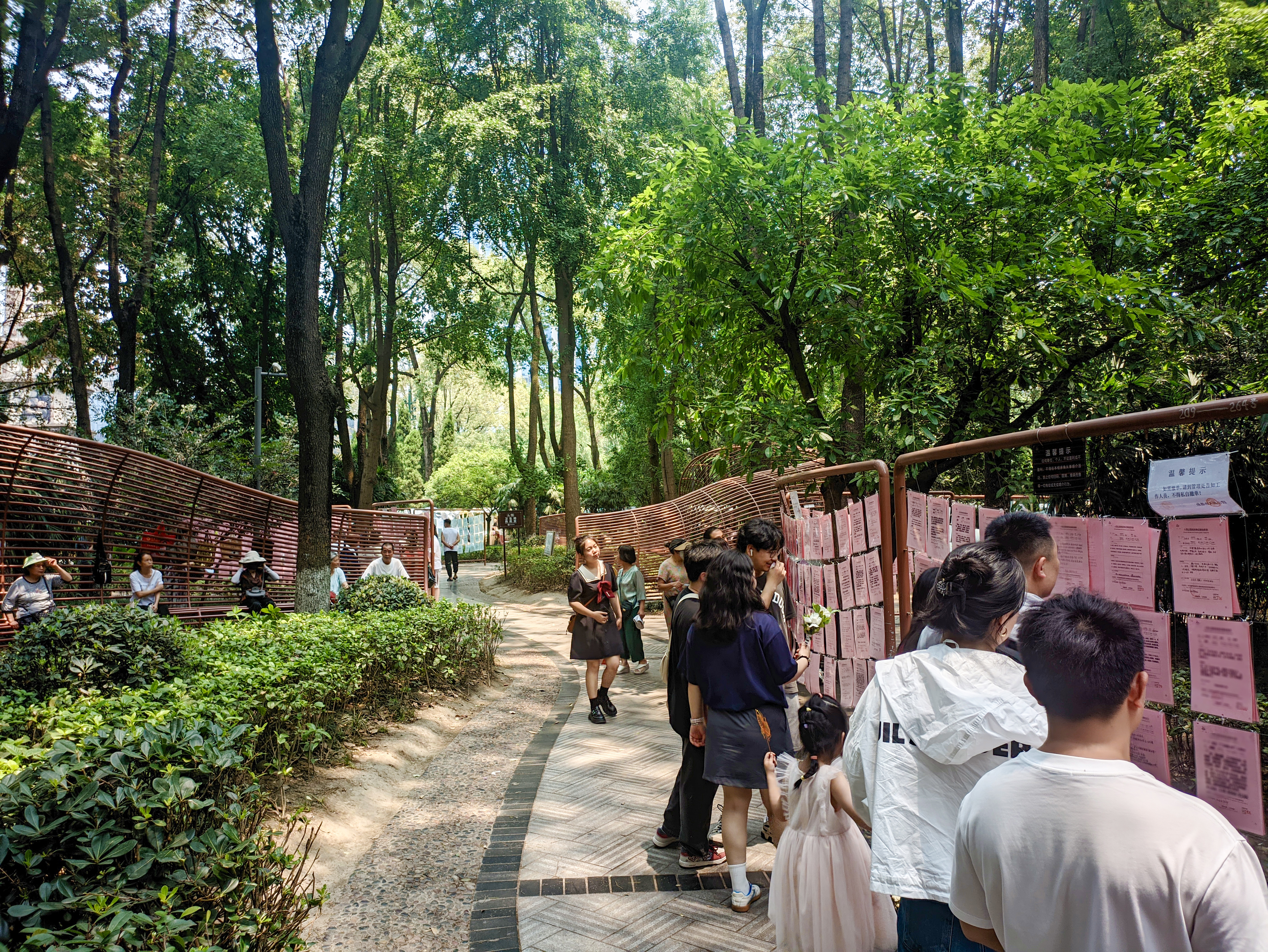
成都人民公园的相亲角

相亲（粵語：相睼，上海話：看人，溫州話：踏親，閩北語：覷親，昭通話：看家屋）是一種旨在求偶的交際活動，常見於东亚、東南亞以及各国的亚裔社区，通常指被認爲可能相戀或結婚的二人，由親友或媒人介紹並互相见面交流，以求确立恋爱或婚姻关系，有時與其他配對的相親同時或交替進行，以往局限於異性之間。適婚年齡人士在日常生活中，可能難以認識合適的對象，為求儘快找到對象，主動或被迫地相親。相親結果不一，可能是先友後婚，或者立即成婚，也可能是無疾而終。
漢魏六朝時期：擇婿禮俗十分盛行。史書開始載有擇婿之事，漢高祖劉邦即是呂雉父親呂公親自挑選的女婿。
宋代：相親習俗進一步發展。《夢梁錄》中記載：「然後男家擇日備酒禮詣女家，或借園圃，或湖舫內，兩親相見，謂之相親。」這裏的「相親」主要是指男女雙方的父母見面，並沒有明確指出是否讓男女本人見面。但也有一些記載表明，宋代時男女雙方也有機會在媒人的安排下相見。

## 樣式
通常以外出吃飯为主要形式，例如到酒樓飲茶、進食或者西餐廳進餐等，此外相親地點還有公園、教堂等公眾地方。有些是由家人、親戚、朋友介紹，有些是通過婚姻介紹所找尋符合指定條件的對象。現代相親也有简单直接的樣式，有如以多對多形式為主的集體配對約會，即聯誼。不少人喜愛以一次相親認識幾位對象，可以省時而快速地篩選對象。所以現多有以婚友社名義舉辦大型相親聯誼的活動。

## 缺點
相亲適合想於短時間內结婚的人士。不过由于缺乏較長時間的交往，只凭短时间的交談產生的感覺，而决定是否相戀，此種選擇往往草率，未必足以产生爱情，雙方亦可能不夠了解就結婚，婚後不久感情就產生裂痕，甚至離婚。